# Schlanker Blaupfeil

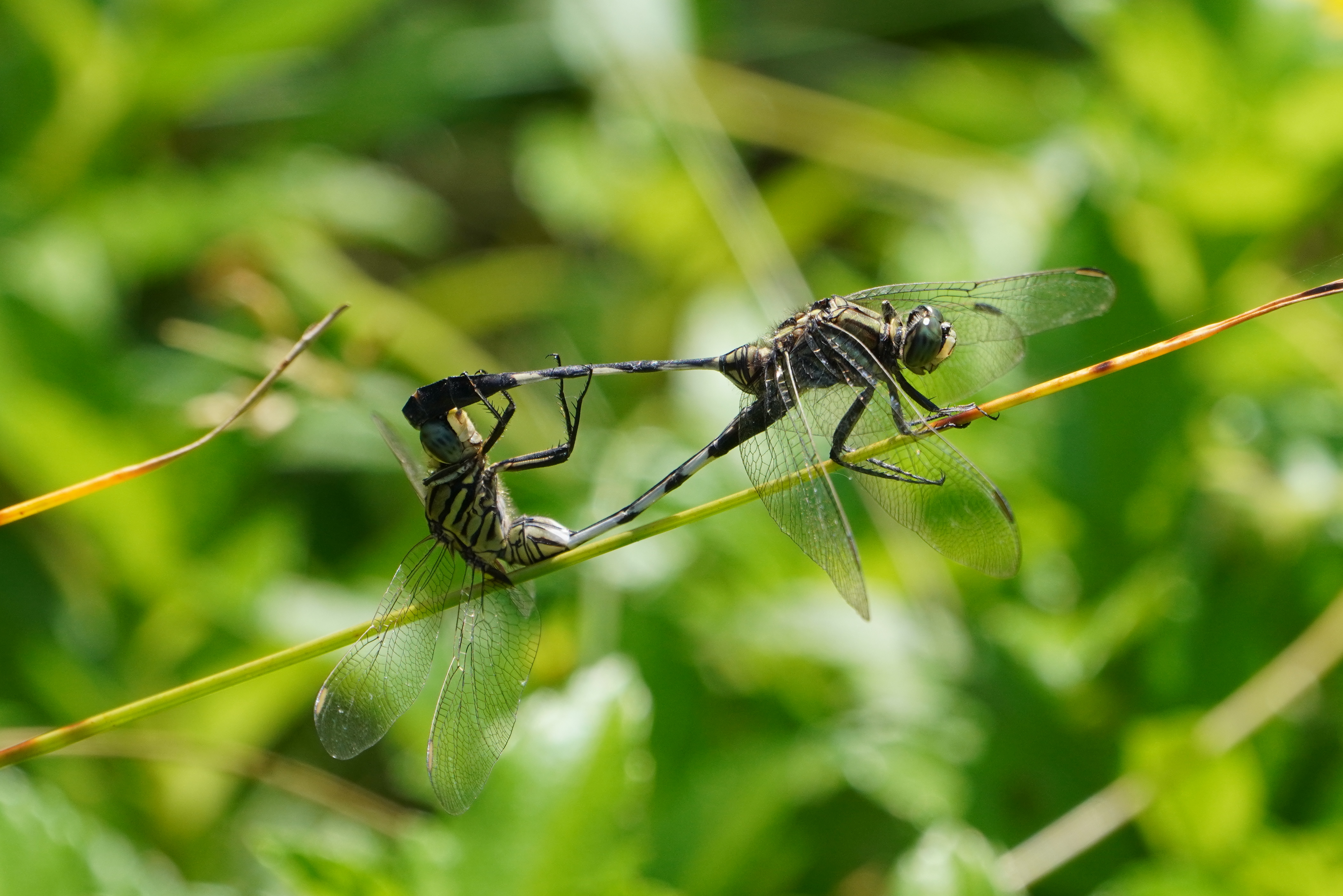
Schlanker Blaupfeil (Orthetrum sabina), Paarung

Der Schlanke Blaupfeil (Orthetrum sabina) ist eine Libellenart der Gattung Orthetrum aus der Familie der Segellibellen. Der deutsche Name bezieht sich auf den besonders schlanken Hinterleib der Art.

## Merkmale

### Imago
Der Schlanke Blaupfeil erreicht eine Körperlänge von 43 bis 50 mm. Der Hinterleib (Abdomen) beider Geschlechter ist schwarz-weiß gefärbt. An der Brust weist die Art manchmal eine grünliche Färbung auf. Die Hinterleibsanhänge sind weiß und bilden einen Kontrast zu den angrenzenden schwarzen Hinterleibssegmenten.

### Larve
Die Larven werden 17 bis 19 mm lang und weisen Rückendornen auf den Hinterleibssegmenten S4 bis S7 auf. Der Schlanke Blaupfeil besitzt als einziger Vertreter seiner Gattung in Europa einen Rückendorn auf S7.

## Verbreitung und Habitat
Der Schlanke Blaupfeil ist von Südeuropa (Griechenland und Zypern) und Nordafrika (Tunesien) über Asien und Südostasien (Vietnam, Thailand, Osttimor) bis nach Japan verbreitet. Auch in Australien und Mikronesien kommt er vor.
Der Lebensraum des Schlanken Blaupfeils reicht von Tümpeln über Reisfelder bis zu Fließgewässern mit geringer Strömung.